# Ikechi Anya
Ikechi Anya (Glasgow, 3 januari 1988) is een Schots voetballer die bij voorkeur als aanvallende middenvelder speelt. Hij verruilde Watford in augustus 2016 voor Derby County. In 2013 debuteerde hij in het Schots voetbalelftal.

## Interlandcarrière
Anya  maakte op 6 september 2013 onder leiding van bondscoach Gordon Strachan zijn debuut in het Schots voetbalelftal, in een WK-kwalificatiewedstrijd tegen België (0-2). Hij viel in dat duel na 59 minuten in voor Robert Snodgrass.
1 Zetterström ·
2 Wilson ·
3 Forsyth ·
4 Ozoh ·
5 Bradley ·
6 Cashin ·
7 Barkhuizen ·
8 Osborn ·
9 Collins ·
10 Yates ·
11 Méndez-Laing  ·
12 Phillips ·
13 Luthra ·
14 Washington ·
16 Thompson ·
17 Goudmijn ·
18 Harness ·
19 Jackson ·
20 Elder ·
21 Rooney ·
23 Ward ·
24 Nyambe ·
27 Blackett-Taylor ·
28 Chirewa ·
31 Vickers ·
32 Adams ·
35 Nelson ·
39 Brown ·
Coach: Warne
· Assistent-coach: Barker
· Assistent-coach: Hamshaw
· Keeperstrainer: Warrington